# Мак-Кинни
Мак-Ки́нни (англ. McKinney) — город в США, центр округа Коллин, штат Техас.
Мак-Кинни является одним из самых быстрорастущих американских городов (2-е место в 2007, 3-е в 2008). В 2010 году Мак-Кинни был поставлен на 5-е место в популярном рейтинге «самых лучших в Америке мест для проживания» (англ. America's Best Places to Live), ежегодно публикуемом в журнале Money.

## История
Первые 125 лет своей истории Мак-Кинни служил главным коммерческим центром округа. Городской центр предоставил фермерам муку, кукурузу и хлопчатобумажные фабрики, хлопкоочистительные машины, хлопковый компресс и фабрику по производству хлопкового масла, а также банки, церкви, школы, газеты, а с 1880-х годов оперный театр. 
Округ Коллин и город Мак-Кинни названы в честь американского политика Коллина Мак-Кинни (англ. Collin McKinney), который являлся одним из авторов Декларации о независимости Техаса в 1836 году.
Департамент полиции Мак-Кинни — главное муниципальное правоохранительное учреждение, обслуживающее город. 

## Население
По оценке Бюро переписи населения США, население города на начало 2010 года составляло 127 671 чел.

## География
Город имеет общую площадь 62,9 квадратных миль (162,9 км²).

## Климат
Мак-Кинни считается частью влажного субтропического региона. 